# Канал Дніпро — Донбас

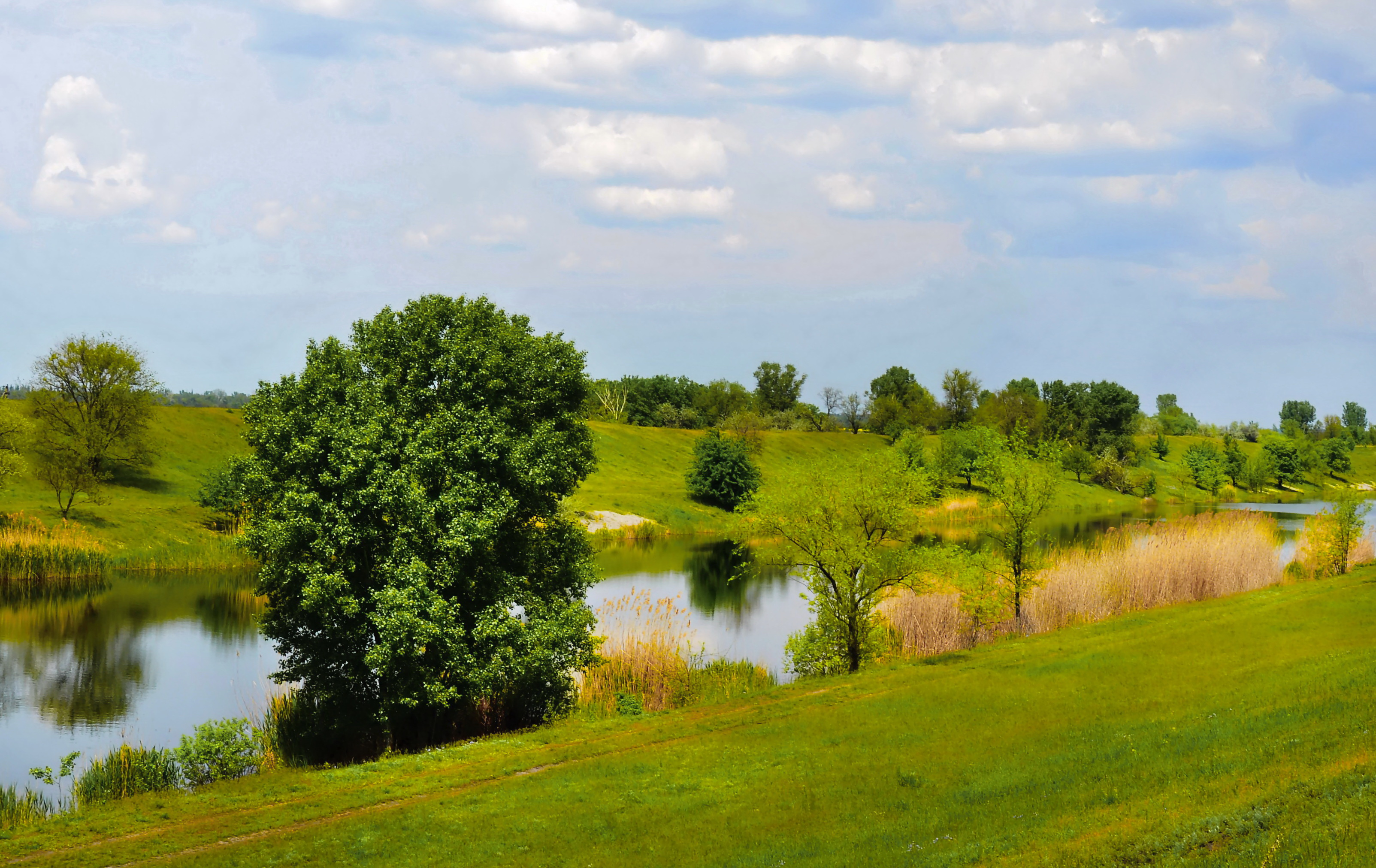
Кана́л Дніпро́ — Донба́с в районі Плавещини

49°10′21″ пн. ш. 36°59′05″ сх. д. / 49.172502777778° пн. ш. 36.984602777778° сх. д.
Кана́л Дніпро́ — Донба́с — штучний водотік, що сполучає одні з найбільших річок України: Дніпро та Сіверський Донець.

## Історія
Індустріалізація наприкінці XIX — початку XX століть виснажила запаси прісної води на сході України. Сіверський Донець — головна річка східної України, до 1970-х років XX століття вже ледве могла забезпечити потреби промисловості, зрошувальних систем і водопостачання населення. Ситуація погіршилася, коли було споруджено канал Сіверський Донець — Донбас для постачання води Донецької області, що був спроєктований на забір води із Сіверського Дінця — до 43 м³/сек, тобто майже половину його річного стоку в місці відгалуження. Тож у  1969 році було розпочато будівництво каналу Дніпро — Донбас для перекидання води з Дніпра до Сіверського Донця. Спочатку було заплановано дві черги загальною протяжністю 550 км: перша — до Сіверського Донця, друга — безпосередньо до Донецької області додатково до каналу Сіверський Донець — Донбас. Однак, вийшло завершити лише першу чергу каналу, яка почала функціонувати у квітні 1982 року. Перед початком експлуатації каналу Дніпро — Донбас 1976 року Мінводгосп України поставив завдання інституту «Укргідропроєкт» розробити проєкт експлуатації першої черги каналу.
Управління каналу Дніпро — Донбас було створено Наказом Мінводгоспу України № 384 від 3 вересня 1976 року.

## Опис
Канал Дніпро — Донбас працює у компенсаційному режимі, тобто поповнює нестачу води у річці Сіверський Донець і подає воду для сільськогосподарських потреб в частині зрошення земель та промислових і комунальних потреб, риборозведення у Дніпропетровській, Полтавській, Харківській областях.

### Характеристика траси каналу і поздовжнього профілю
Траса каналу Дніпро — Донбас починається головною водозабірною спорудою, розташованою на 245-му пікеті Орільської захисної дамби Кам'янського водосховища.
Загальна довжина каналу 263 км. За умовами рельєфу траса каналу поділяється на три основні ділянки: підйом, перехід через водорозділ, скидна дільниця.
На дільниці підйому завдовжки 193,5 км, 12-ма помповими станціями воду підіймають на висоту — 68 м, траса проходить по заплавам річок Оріль та Орілька. Ділянка переходу через водорозділ (завдожки 10 км) виконана у вигляді гідротехнічного тунелю (3,35 км) і закінчується багатоступеневим водоскидом у Краснопавлівське водосховище. Скидна самопливна дільниця каналу починається після гідровузлу Краснопавлівського водосховища, проходить по заплавах річок Попільня, Бритай і Берека до річки Сіверський Донець.

### Основні характеристики річища каналу
Канал має трапецеїдальну форму. Ширина по дну до 168 км — 20 м, далі — 10 м. Закладення відкосів: підводних частин — 1:4, верхньої частини — 1:3. Ширина поверхні від 30 до 60 метрів і завглибшки 4,5-6,5 м.

### Режим роботи каналу
Канал розрахований на велику витрату води — до 120—125 м³/сек, максимально допустима швидкість течії — 0,65 м/сек.
Зимовий режим: витрата води річищем не більше — 55 м³/сек, швидкість течії — 0,5 м/сек.
Після побудови каналу Краснопавлівське водосховище, яке споруджене на виконання програми будівництва каналу 1984 року, було сполучено з Харковом 142-кілометровим водоводом загальною потужністю 8,6 м³/сек, для додаткового водопостачання міст Златопіль, Лозова та Харків.

## Шляхопроводи
- Частина нової ділянки автошляху національного значення Н31 (мостовий перехід через канал, що споруджується).
- Районні автошляхи загального користування місцевого значення Донецької області, що пролягають уздовж другої, недобудованої черги каналу:
  - автошлях С050127 вздовж каналу Дніпро — Донбас (5 км, в OSM: r/3975303 [Архівовано 11 жовтня 2019 у Wayback Machine.]; Краматорський район).
  - автошлях С050727 вздовж каналу Дніпро — Донбас (14,5 км, Покровський район).